# استنلی اسمیت استیونز
استنلی اسمیت استیونز (انگلیسی: Stanley Smith Stevens; ۴ نوامبر ۱۹۰۶ – ۱۸ ژانویهٔ ۱۹۷۳) روان‌شناس، و استاد دانشگاه اهل ایالات متحده آمریکا بود.